# Carlos D'Alge
Carlos Neves D’Alge (Chaves, 24 de julho de 1930 - Fortaleza, 20 de dezembro de 2017) foi um professor, jornalista e escritor luso-brasileiro.

## Biografia
Viveu no Brasil desde os seis anos de idade, tendo se graduado em Contabilidade pela Escola de Comércio Padre Champagnat, em Letras Neolatinas pela Faculdade Católica de Filosofia do Ceará e em Direito e Pedagogia pela Universidade Federal do Ceará. 
Ainda criança veio morar na cidade de Belém, porque o pai era ponte comercial entre essa cidade e Portugal. O avô português já morava em Belém e era casado com uma cidadã brasileira. Aos 18 anos, militante de esquerda, foi convidado para ir ao Leste Europeu com outros comunistas brasileiros. Na volta, se instalou no Rio de Janeiro e começou a trabalhar como jornalista no Correio da Manhã. Veio a Fortaleza com a família à convite dos donos de O Jornal, para ajudar a instituí-lo e mantê-lo. Daí para frente, foram 40 anos de atuação jornalística ainda em A Fortaleza, Ceará Jornal, O Estado e O POVO, onde foi membro do Conselho Editorial por quase 20 anos. Foi comentarista político de televisão nos anos 1991/1992. 
Foi professor de Literatura da Universidade Federal do Ceará e membro e presidente da Academia Cearense da Língua Portuguesa além de membro da Academia Cearense de Letras. Na UFC exerceu as seguintes funções: chefe de gabinete do reitor Antônio Martins Filho, professor titular de Literatura Portuguesa, chefe do Centro de Humanidades, pro-reitor de Extensão, diretor da Casa de Cultura Portuguesa, coordenador do Curso de Jornalismo e superintendente da TV Educativa. Na Universidade de Fortaleza – UNIFOR, foi professor e diretor do Centro de Humanidades. Em 1973, como professor visitante, ministrou cursos de Literatura Brasileira e Portuguesa na Universidade de Colônia, Alemanha. 
Ingressou na Academia Cearense de Letras no dia 30 de setembro de 1980, sendo saudado pelo acadêmico Artur Eduardo Benevides. Ocupou a vaga deixada por Hugo Catunda, cadeira número 36, cujo patrono é o Senador Pompeu. Foi ensaísta, cronista e professor com vasta experiência no campo do ensino e da pesquisa. Tem vários livros editados. Seus contos apareceram em jornais, revistas e antologias, como O Talento Cearense em Contos, com a narrativa Breve Ensaio Sobre a Solidão, e no volume A Mulher de Passagem, de 1993.

## Obras
- Aspectos da Nova Literatura Portuguesa, (1965),
- Terra do Mar Grande, (1970),
- Sintaxe do compromisso (poesias), 1980;
- As Relações Brasileiras de Almeida Garrett, (1980),[6]
- Exílio imaginário, 1983;
- A Experiência Futurista e a Geração de "Orpheu", (1989),[7]
- O território da palavra, 1990;
- O sal da escrita, 1997;
- A mulher de passagem, 1993;
- Em busca da utopia, 1995;
- Almeida Garrett, (1996),[8]
- Antologia Terra da Luz, Poetas, 1998.
- Os Maias, (2001),

## Distinções e homenagens
- Em 1970 recebeu a Medalha Euclides da Cunha, do Governo do Estado de São Paulo,
- Em 1976 tornou-se sócio honorário da Associação dos Bibliotecários do Ceará,
- Em 1987 recebeu o título de Comendador da Ordem da Instrução Pública de Portugal, da Presidência da República Portuguesa,
- Em 1998 recebeu a Medalha do Mérito Cultural da Prefeitura Municipal de Fortaleza,
- Em 2001 recebeu da Assembleia Legislativa do Estado do Ceará o título de Cidadão Cearense.[9]